# Вісник Кременчуцького державного політехнічного університету
«Вісник Кременчуцького державного університету» — збірник наукових праць. Видається в КДПУ з 1996 року.
Виходить шість разів на рік.
Відповідно до постанови президії ВАК України від 09.06.1999 р. № 1-05/7) збірник пройшов реєстрацію і внесений до Переліку № 1 фахових видань, у якому можуть публікуватися результати дисертаційних робіт на здобуття наукових ступенів доктора і кандидата технічних наук.
Свідоцтво про реєстрацію серії КВ № 12637-1521 ПР від 04.05.2007 р.
Збірник публікує статті, які містять нові теоретичні та практичні результати в галузях технічних, природничих та гуманітарних наук.
Автори представляють статті згідно зі встановленим стандартом, який публікується в кожному номері журналу в розділі «Правила оформлення статей до Вісника Кременчуцького державного політехнічного університету імені Михайла Остроградського».
Мови публікацій: українська, російська, англійська.

## Джерело
- ЕСУ
- // Вісник Кременчуцького державного університету